# فتحي عبد الستار
فتحي عبد الستار هو مخرج وممثل ومؤلف مصري، (ولد 25 ديسمبر 1937)، 

## حياتة
كانت بداية مسيرته الفنية من خلال المشاركة بالتمثيل في فيلم (أبي فوق الشجرة) عام 1969، لكنه حقق الشهرة في حقبتي السبعينات والثمانينات، كانت اول أفلامه التي قام بإخراجها (المرايات) عام 1977، إشتهر بتقديم البرنامج الشهير (سهرة السبت ) على شاشة التليفزيون المصري، من أبرز أعماله أيضاً (الرقص على أنغام البارود، زائر الليل)، إعتزل في فترة التسعينيات المجال الفني، ووافته المنية عام 2006.

## أعمالة السينمائية
ومن أشهر أعماله:
- أيوب 1989 - فيلم
- الليل والقمر 1984 - مسلسل
- زائر الليل 1984 - فيلم
- الرقص على أنغام البارود 1979 - فيلم
- العندليب الأسمر 1979 - مسلسل
- سفينة العجائب 1979 - مسلسل
- ضيوف مزعجين جدًا 1979 - مسلسل
- المرايات 1977 - فيلم
- المصباح السحري 1977 - فيلم
- البيانولا 1971 - مسلسل
- هنية 1965 - فيلم
- المسحراتي 1964 - برنامج

## وصلات خارجية
- فتحي عبد الستار على موقع الدهليز
- فتحي عبد الستار على موقع قاعدة بيانات الأفلام العربية